# کاناتوس

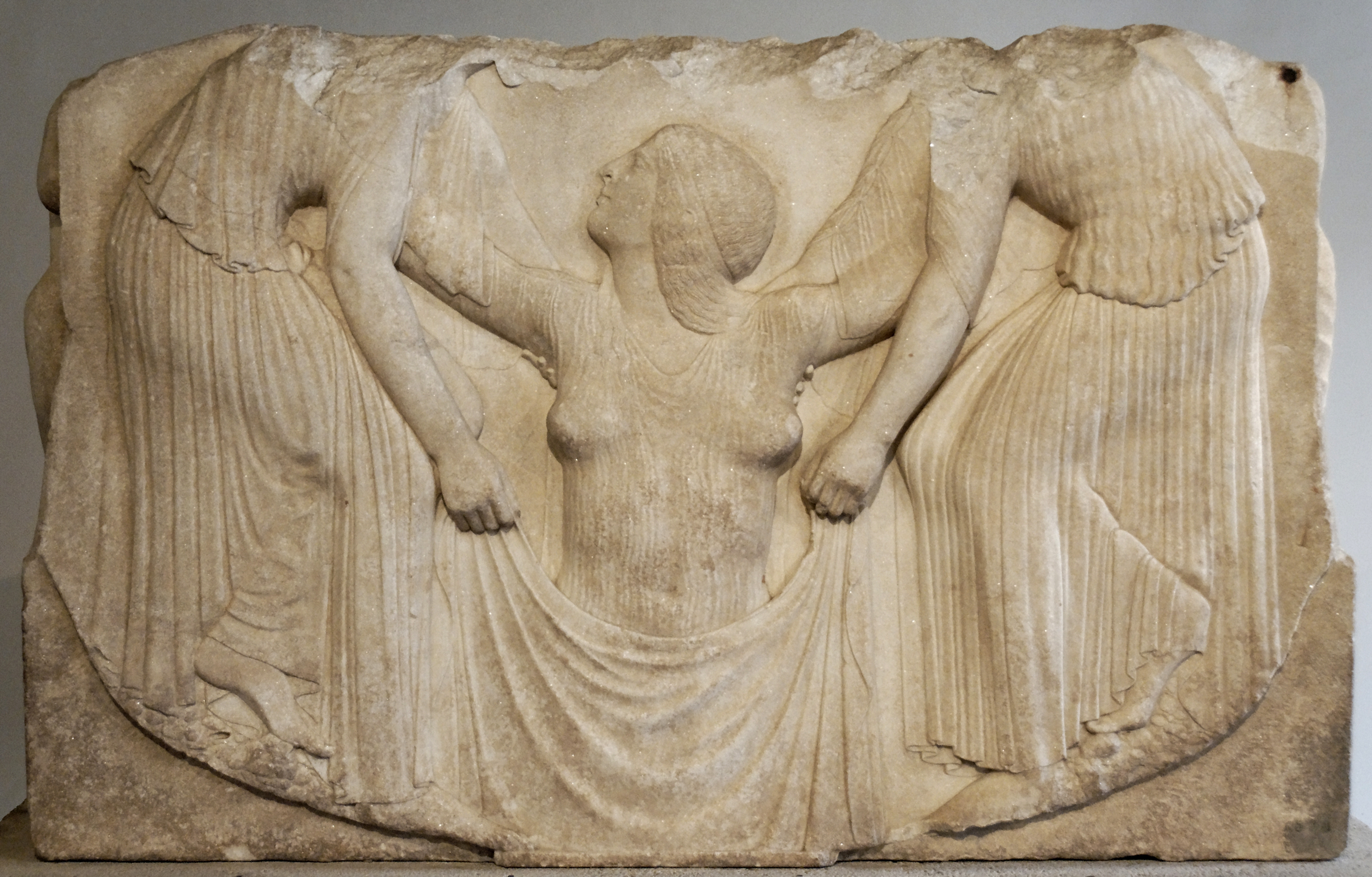

کاناتوس (یونانی: Κάναθος) در اسطوره‌های یونان باستان عنوان چشمه‌ای است در آرگولیس نافپلیو که هرا سالانه بکارت خود را در آن احیا می‌نمود. پوسانیاس (جغرافی‌دان) اظهار داشته که؛ چشمه‌ای است به نام کاناتوس و چنین استدلال می‌کند که هرا هر سال در این چشمه غوطه‌ور می‌شود و با انجام این کار، بکارت خود را بازمی‌یابد و دوباره یک دختر می‌شود.